# Christopher Wenner
Max Christopher Wenner (6 de diciembre de 1954–Brisbane, 28 de octubre de 2021), conocido como Christopher Wenner y Max Stahl, fue un periodista y presentador de televisión inglés.

## Biografía
El 14 de septiembre de 1978, Wenner se unió al programa de televisión infantil británico Blue Peter. Sin embargo, el 23 de junio de 1980 abandonó el programa, el mismo día que lo hiciera su copresentadora Tina Heath, tras la decisión del equipo de producción de no renovar su contrato porque era "profundamente impopular entre los espectadores". Regresó a la actuación, tomando parte en la aventura de 1984 de Doctor Who The Awakening, aunque en el corte final su papel se redujo al de un personaje que no habla.  

### Carrera periodística
En 1985 desapareció mientras trabajaba como corresponsal de guerra en Beirut,; volvió a aparecer, sano y salvo, tras dieciocho días. En 1991 filmó imágenes de una manifestación en Dili, Timor Oriental, antes de una masacre y durante la masacre en sí. Filmó dentro del cementerio de Santa Cruz entre muertos y moribundos, mientras los soldados avanzaban en una operación bien organizada contra una gran multitud de timorenses orientales que participaban en una protesta pacífica. Fueron las imágenes de Wenner las que atrajeron la atención mundial sobre la difícil situación de los timorenses orientales. En 1992, su trabajo fue galardonado con el Premio de Medios de Amnistía Internacional del Reino Unido por el primer martes de la televisión de Yorkshire, episodio "Sangre fría - la masacre de Timor Oriental". 
En 1999, Wenner regresó a Timor Oriental con el nombre de "Max Stahl". Por su cobertura, ganó el premio Rory Peck de 2000 por Hard News. Su material audiovisual sobre la lucha por la independencia de Timor Oriental ha sido incluido en el Registro de la Memoria del Mundo de la UNESCO como "Sobre el nacimiento de una nación: puntos de inflexión" en el año 2013. En diciembre de 2019, el parlamento nacional votó por unanimidad para otorgar la ciudadanía timorense a Wenner en reconocimiento a su papel en la lucha por la liberación de Timor. 
Wenner fue uno de los primeros periodistas occidentales en divulgar el alcance del conflicto en Chechenia. En 1992 viajó allí como enviado del programa televisivo canadiense The Hunt for Red Mercury, acompañado del camarógrafo Peter Vronsky, para documentar la caída de la república y el contrabando de material para fabricar armas nucleares.
En 1998, mientras trabajaba como periodista de ITN para Channel 4, Wenner fue golpeado por civiles serbios durante una protesta masiva.

## Enfermedad y fallecimiento
En abril de 2012 informó que estaba recibiendo tratamiento por un cáncer de garganta. El 28 de octubre de 2021, el expresidente de Timor Oriental, José Ramos-Horta, anunció que Wenner había muerto de cáncer en un hospital en Brisbane, Australia, a la edad de 66 años.